# 葛城隆雄
葛城隆雄（1936年12月21日—2013年7月27日）為日本的棒球選手，出生於大分縣大分市。他曾效力於日本職棒中日龍等，1970年退休，生涯通算174支全壘打。